# توماس روزي
توماس روزي (بالألمانية: Thomas Rosié) (و. 1942 – م) هو مصور سينمائي من ألمانيا. ولد في برلين. 

## وصلات خارجية
- توماس روزي على موقع IMDb (الإنجليزية)
- توماس روزي على موقع ألو سيني (الفرنسية)
- توماس روزي على موقع قاعدة بيانات الفيلم (الإنجليزية)
- توماس روزي على موقع كينوبويسك (الروسية)